# 天童市立成生小学校
天童市立成生小学校（てんどうしりつ なりうしょうがっこう）は、山形県天童市にある公立小学校。

## 沿革
- 1873年9月19日：大清水学校として創立
- 1891年：成生尋常小学校と改称
- 1901年：成生尋常高等小学校と改修
- 1947年：成生村立成生小学校と校名変更
- 1954年：天童町立成生小学校と改名
- 1958年：天童市立成生小学校と改名
- 1963年：天童市立第三小学校と校名変更
- 1976年：天童市立成生小学校と校名変更

## 教育目標
健康で、強く、正しく、徳・知・体の調和のとれた人間性と、豊かな心を持ち、たくましく生きる児童を育成する。

## 児童数
| 年度 | 男子 | 女子 | 計  |
| ---- | ---- | ---- | --- |
| 2010 | 110  | 98   | 208 |
| 2009 | 116  | 104  | 220 |
| 2008 | 117  | 117  | 234 |
| 2007 | 124  | 117  | 241 |
| 2006 | 124  | 104  | 228 |
| 2005 | 135  | 117  | 252 |
| 2004 | 136  | 117  | 253 |
| 2003 | 131  | 135  | 266 |
| 2002 | 116  | 140  | 256 |

## 学区
- 小関、交り江三〜五丁目、高木、成生、大清水、大町、今町地区

## 所在地
- 山形県天童市大字高木836番地

## 卒業後
- 第四中学校へ進学する。